# Phareicranaus festae
Phareicranaus festae is een hooiwagen uit de familie Cranaidae.